# Estanys de Montmantell
Les estanys de Montmantell sont un ensemble de 5 lacs de montagne situés en Andorre dans la paroisse de La Massana.

## Toponymie
Estany (pluriel estanys) est un terme omniprésent dans la toponymie andorrane, désignant en catalan un « étang », et issu du latin stagnum (« étendue d'eau »).
Montmantell est également construit sur le latin à partir de mons (« mont ») et de mantellum (« voile / manteau »), possible allusion à la large couverture herbeuse.

## Géographie

### Topographie et géologie
Les lacs sont situés dans le massif du pic de Coma Pedrosa (parc naturel des vallées du Coma Pedrosa), à une altitude comprise entre 2 608 et 2 670 mètres. Ils sont surplombés par le pic del Pla de l'Estany (2 859 m) marquant la frontière entre l'Andorre et la France.
Les estanys de Montmantell sont situés sur la chaîne axiale primaire des Pyrénées formée de roches du Paléozoïque. Les roches y sont essentiellement de roches de nature métamorphique avec le schiste au premier plan. Les lacs sont d'origine glaciaire et occupent des cuvettes de surcreusement.
| \| Estanys de Montmantell \|                                  |                                                   |
| L'Estanys de Montmantell sur la carte géologique de l'Andorre | Massif du pic de Coma Pedrosa (Roca Entravessada) |
| Estanys de Montmantell                                        |                                                   |

### Hydrographie
D'une superficie comprise entre 0,1 et 0,6 ha, les lacs déversent leurs eaux dans le riu de Montmantell. Ce dernier appartient au bassin versant de la Valira del Nord.
| \| Estanys de Montmantell \|                                                              |                    |
| Position de l'Estany de les Truites sur la carte des bassins hydrographiques de l'Andorre | La Valira del Nord |
| Estanys de Montmantell                                                                    |                    |

## Randonnée
Les lacs sont accessibles au départ d'Arinsal par une marche d'environ 6,5 km pour environ 1 100 m de dénivelé positif. Le sentier emprunte l'un des embranchements du GR 11 espagnol jusqu'au refuge del Pla de l'Estany au niveau duquel débute le chemin permettant de rejoindre les lacs,.

Carte des principaux chemins de randonnée et refuges d'Andorre incluant le refuge del Pla de l'Estany.
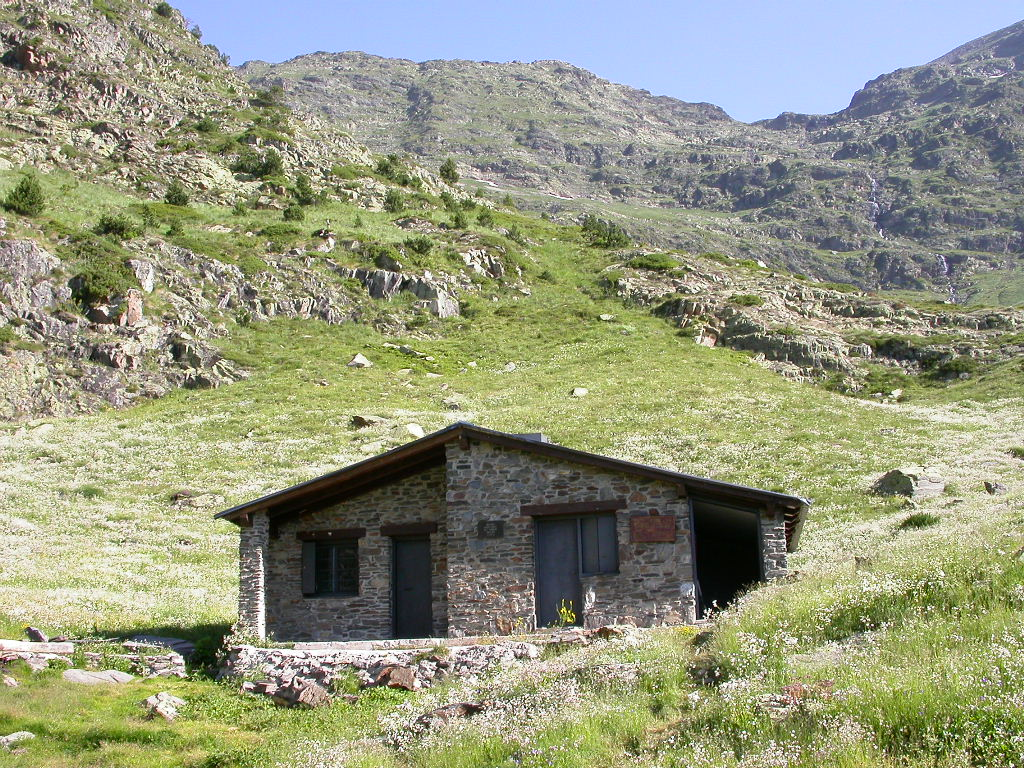
refuge del Pla de l'Estany.